# Radura
Radura este un simbol internațional care indică faptul că un aliment a fost tratat prin iradiere.

Logo internațional Radura, utilizat pentru a indica faptul că un anumit aliment a fost tratat prin iradiere